# Other Men's Wives
Other Men's Wives er en amerikansk stumfilm fra 1919 af Victor Schertzinger.

## Medvirkende
- Dorothy Dalton som Cynthia Brock
- Forrest Stanley som James Gordon
- Holmes Herbert som Fenwick Flint
- Dell Boone som Viola Gordon
- Elsa Lorimer som Peyton-Andrews